# Barbula sordida
Barbula sordida är en bladmossart som beskrevs av Bescherelle 1894. Barbula sordida ingår i släktet neonmossor, och familjen Pottiaceae. Inga underarter finns listade i Catalogue of Life.